# Um Jammer Lammy
Um Jammer Lammy (ウンジャマ・ラミー?, Un Jama Ramī) è un videogioco musicale pubblicato nel 1999 per PlayStation e spin off di PaRappa the Rapper. 
Nel dicembre dello stesso anno il titolo fu convertito anche per le sale giochi, tale versione però fu distribuita esclusivamente in Giappone.
Protagonista del gioco è Lammy, una pecora antropomorfa membro del gruppo rock in cui Lammy è chitarrista, i MilkCan. Altri membri della band sono la cantante/bassista e leader del gruppo Katy Kat e la batterista Ma-San. Nel gioco fa un cameo anche PaRappa, protagonista del gioco originale.

## Differenze regionali
Nella versione giapponese e europea nell'introduzione del livello 6 Lammy scivola a causa di una buccia di banana provocando una morte a Lammy mandandola all'inferno, mentre per la versione americana Lammy sarà catapultata su un'isola deserta.